# Pachyschelus uhmanni
Pachyschelus uhmanni es una especie de escarabajo joya del género Pachyschelus, familia Buprestidae. Fue descrita científicamente por Obenberger en 1939.